# Jake Fiala
Jakub Paul Fiala –conocido como Jake Fiala– (Praga, Checoslovaquia, 24 de mayo de 1975) es un deportista estadounidense que compitió en esquí acrobático, especialista en la prueba de campo a través. Consiguió una medalla de plata en los X Games de Invierno.

## Medallero internacional
| \| X Games de Invierno \| X Games de Invierno \| X Games de Invierno \| X Games de Invierno \| \| Año \| Lugar \| Medalla \| Prueba \| \| ------------------- \| ---------------------- \| ------------------- \| ------------------- \| \| 2007 \| Aspen (Estados Unidos) \| Medalla de plata \| Campo a través \| |                        |                  |                |
| X Games de Invierno |                        |                  |                |
| Año | Lugar                  | Medalla          | Prueba         |
| 2007 | Aspen (Estados Unidos) | Medalla de plata | Campo a través |